# Dornburg (Hessen)
Dornburg é um município da Alemanha, no distrito de Limburg-Weilburg, na região administrativa de Gießen , estado de Hessen.